# Bernd das Brot
Bernd das Brot: (Bernd el Pan) es una estrella del canal infantil alemán KIKA (Kinder Kanal).

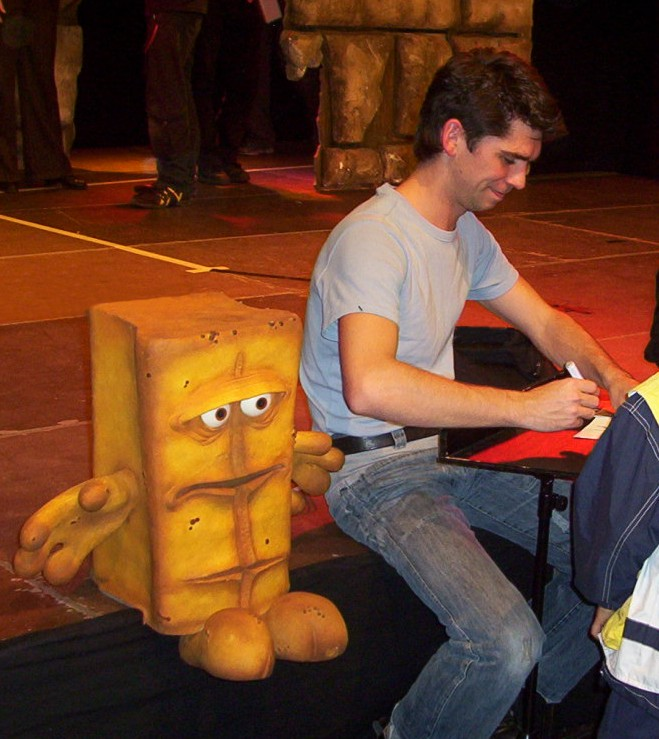
El actor Jörg Teichgraeber con el muñeco Bernd firmando autógrafos.

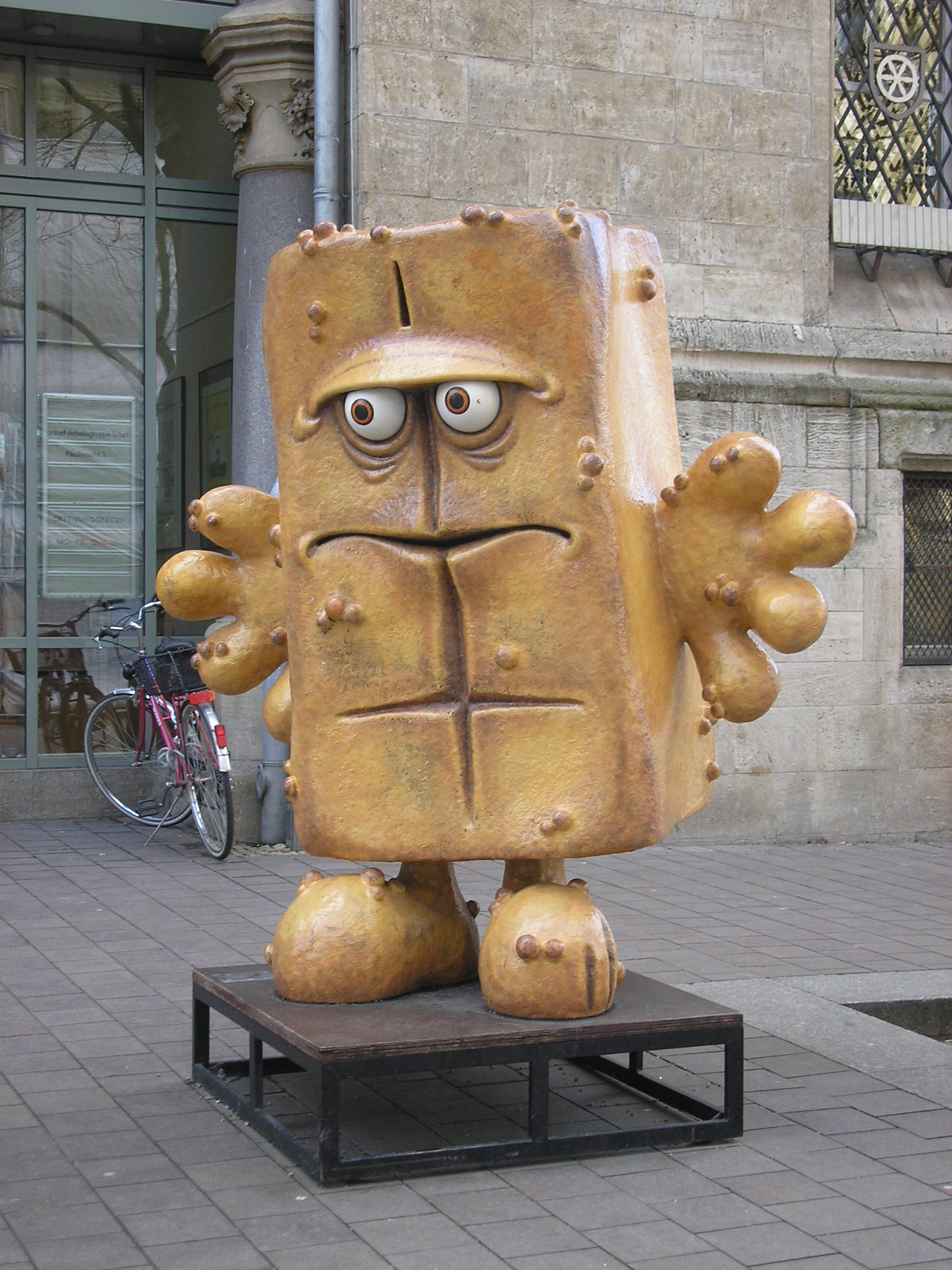
Estatua de Bernd das Brot a la plaza de Fischmarkt en Erfurt, Alemania

Bernd es un pan de molde iracundo y depresivo, de pequeños brazos y humor cáustico.  En los sketches o entremeses que protagoniza suele estar acompañado por sus amigos Briegel el arbusto, conocido por sus ingeniosos inventos y Chilli la oveja, la hiperactiva del grupo.
En 2004, la serie recibió el premio de la televisión alemana Adolf-Grimme.

## Enlaces
- Tanz das Brot: El Baile del Pan, uno de los números más conocidos de este personaje
- Página oficial de fanes
- Wikimedia Commons alberga una categoría multimedia sobre Bernd das Brot.

- Datos: Q350064
- Multimedia: Bernd das Brot (television program) / Q350064